# Coldseed
Coldseed ist eine Groove-Metal-Band, die 2005 gegründet wurde. Die Mitglieder kommen aus Deutschland, Schweden und Spanien. Die Band spielt eine Mischung verschiedener Metal-Genres.

## Geschichte
Nachdem Schlagzeuger Thomen Stauch Blind Guardian verlassen hatte, kündigte er an, in Zukunft in zwei Bands aktiv sein zu wollen. Neben Savage Circus, die musikalisch eher an ältere Blind-Guardian-Alben erinnern, gründete er zusammen mit Soilwork-Sänger Björn Strid die Band Coldseed. Die Band unterschrieb kurze Zeit später einen Vertrag bei Nuclear Blast, die auch die neue Plattenfirma von Blind Guardian ist.
Am 30. Juni 2006 erschien das Debütalbum Completion Makes the Tragedy.

## Stil
Der Stil der Band wird als Crossover unterschiedlicher Spielformen des Metals ohne eindeutige Stilbenennung klassifiziert. Vielmehr böte die Musik „eine erstaunlich abwechslungsreiche Mischung aus einerseits melodischem Metal und Thrash, sowie eher moderneren Spielweisen in Richtung Nu Metal oder gar leichte Berührungen mit Industrial.“ Die Vielfalt der Musik wird in Besprechungen mit dem Hintergrund der unterschiedlichen Musiker erklärt. Dabei schüren die Gestaltung fehlerhafte Erwartungen hinsichtlich der Musik, die sich von dem assoziierten Gothic Metal merklich unterscheide. „Was aussieht wie ein Gothic-Metal-C-Produkt ist in Wirklichkeit ein putzmunteres Springen durch fast alle Metal-Stile der letzten 30 Jahre. […] Da treffen Helloween-Parts und Tech-Thrash mit Melody-Refrains im Titeltrack zusammen, da wird Death-Geprügel und Classic Metal der Marke Priest ineinander geschoben (‘Five More To Fix’), und das klingt dann auch noch witzig. Bei ‘Low’ findet man Classic-, Death-, Prog-, Speed- und Nu Metal fröhlich vereint, aber es darf auch mal eine Halbtempo-Hardcore-Kiste der Marke Crowbar ohne Schlamm sein (‘Hatched’).“
Als besondere Merkmale werden der auf die unterschiedlichen Stücke angepasste Gesang sowie ein markantes Schlagzeugspiel hervorgehoben. 
Stauch spiele „souverän, sei es bei Power-Metal-typischen Rhythmen, Thrash-Geprügel oder Stakkato-Drumming.“ Strid gelänge es indes jedem Stück gesanglich eine persönliche Note zu verleihen. „[S]ei es durch packende Gesangslinien[,] kraftvolles Shouting oder fast schon gutturales Flüstern“.

## Diskografie
- 2006: Completion Makes the Tragedy